# 2020-as francia labdarúgó-ligakupa-döntő
A 2020-as francia labdarúgó-ligakupa-döntő a 26., egyben utolsó döntője volt a Ligakupának, a Ligue de Football Professionnel 42 csapatának kiírt franciaországi labdarúgó-sorozatnak. 
A mérkőzést eredetileg 2020. április 4-én rendezték volna a párizsi Stade de France-ban a Paris Saint-Germain és az Olympique Lyon részvételével, azonban a koronavírus-járvány miatt július 31-re halasztották. 2020. április 28-án Édouard Philippe miniszterelnök bejelentette, hogy szeptemberig minden franciaországi sporteseményt - ideértve a zártkapus eseményeket is - betiltják. Később a Francia labdarúgó-szövetség mérlegelte a döntő megrendezésének lehetőségét és arra jutott, hogy az július végén megrendezhető.
Az LPF 2019 szeptemberében döntött a sorozat megszüntetéséről.
A döntőt a Paris Saint-Germain nyerte meg, 0–0-s döntetlent követően tizenegyesekkel 6–5 arányban, története során kilencedik alkalommal. A találkozó legjobbjának Marco Verrattit választották.

## Út a döntőbe
| Paris Saint-Germain | Paris Saint-Germain | Forduló                                 | Lyon         | Lyon        |
| ------------------- | ------------------- | --------------------------------------- | ------------ | ----------- |
| Ellenfél            | Végeredmény         | 2019–2020-as francia labdarúgó-ligakupa | Ellenfél     | Végeredmény |
| Le Mans (A)         | 4–1                 | A legjobb 16 közé jutásért              | Toulouse (H) | 4–1         |
| Saint-Étienne (H)   | 6–1                 | Negyeddöntő                             | Brest (H)    | 3–1         |
| Reims (V)           | 3–0                 | Elődöntő                                | Lille (H)    | 2–2 (b:4–3) |

## A mérkőzés
| 2020. július 31. 21:00 (CET) |

| Paris Saint-Germain                              | 0–0 (h. u.)       | Olympique Lyon                               |
| ------------------------------------------------ | ----------------- | -------------------------------------------- |
|                                                  | (0–0) Jegyzőkönyv |                                              |
| Büntetőpárbaj                                    |                   |                                              |
| Di María Verratti Paredes Herrera Neymar Sarabia | 6–5               | Andersen Ekambi Caqueret Mendes Aouar Traoré |

| Stade de France, Párizs Nézőszám: 5000 Játékvezető: Jérôme Brisard |

| Paris Saint-Germain | Lyon |

| GK            | 1  | Keylor Navas             |      |      |
| RB            | 20 | Layvin Kurzawa           |      | 70'  |
| CB            | 2  | Thiago Silva (c)         | 55'  | 90'  |
| CB            | 3  | Presnel Kimpembe         |      |      |
| LB            | 25 | Mitchel Bakker           |      |      |
| CM            | 6  | Marco Verratti           |      |      |
| CM            | 5  | Marquinhos               | 94'  | 114' |
| CM            | 27 | Idrissa Gueye            |      | 58'  |
| RW            | 11 | Ángel Di María           | 115' |      |
| CF            | 18 | Mauro Icardi             |      | 58'  |
| LW            | 10 | Neymar                   |      |      |
| Cserék:       |    |                          |      |      |
| GK            | 16 | Sergio Rico              |      |      |
| DF            | 4  | Thilo Kehrer             |      | 70'  |
| DF            | 22 | Abdou Diallo             |      | 114' |
| MF            | 8  | Leandro Paredes          | 100' | 90'  |
| MF            | 19 | Pablo Sarabia            |      | 58'  |
| MF            | 21 | Ander Herrera            | 79'  | 58'  |
| MF            | 23 | Julian Draxler           |      |      |
| FW            | 17 | Eric Maxim Choupo-Moting |      |      |
| FW            | 29 | Arnaud Kalimuendo        |      |      |
| Vezetőedző:   |    |                          |      |      |
| Thomas Tuchel |    |                          |      |      |

| GK          | 1  | Anthony Lopes       |      |     |
| CB          | 5  | Jason Denayer       |      |     |
| CB          | 6  | Marcelo             |      | 81' |
| CB          | 20 | Marçal              | 94'  |     |
| RWB         | 14 | Léo Dubois          |      | 86' |
| LWB         | 27 | Maxwel Cornet       |      |     |
| DM          | 39 | Bruno Guimarães     | 61'  | 65' |
| CM          | 25 | Maxence Caqueret    | 19'  |     |
| CM          | 8  | Houssem Aouar       |      |     |
| CF          | 9  | Moussa Dembélé      |      | 80' |
| CF          | 11 | Memphis Depay (c)   |      | 80' |
| Cserék:     |    |                     |      |     |
| GK          | 16 | Anthony Racioppi    |      |     |
| DF          | 3  | Joachim Andersen    |      | 81' |
| DF          | 4  | Rafael              | 119′ | 86' |
| MF          | 12 | Thiago Mendes       |      | 65' |
| MF          | 17 | Jeff Reine-Adélaïde |      |     |
| MF          | 22 | Jean Lucas          |      |     |
| FW          | 7  | Karl Toko Ekambi    |      | 80' |
| FW          | 10 | Bertrand Traoré     |      | 80' |
| FW          | 18 | Rayan Cherki        |      |     |
| Vezetőedző: |    |                     |      |     |
| Rudi Garcia |    |                     |      |     |

| A mérkőzés legjobbja: Marco Verratti (Paris Saint-Germain) Asszisztensek: Aurélien Berthomieu Gilles Lang Negyedik játékvezető: Thomas Léonard Videóbíró: Mikael Lesage Videóbíró asszisztense: Johan Hamel | Szabályok - 90 perc játékidő - 30 perc hosszabbítás döntetlen esetén - Büntetőrúgások, ha ezt követően sincs döntés - Kilenc nevezhető cserejátékos - Maximum öt cserelehetőség, hosszabbítás esetén hat |